# Каратурицький сільський округ
Каратури́цький сільський округ (каз. Қаратұрық ауылдық округі, рос. Каратурыкский сельский округ) — адміністративна одиниця у складі Єнбекшиказахського району Алматинської області Казахстану. Адміністративний центр — село Каратурик.
Населення — 12788 осіб (2021; 12693 у 2009, 11283 у 1999, 11056 у 1989).
Станом на 1989 рік існувала Каратурицька сільська рада (села Ащисай, Борандасу, Дружба, Каратурик, Лавар, Таукаратурик) колишнього Чиліцького району.

## Склад
До складу округу входять такі населені пункти:
| Населений пункт    | Населення, осіб (1989) | Населення, осіб (1999) | Населення, осіб (2009) | Населення, осіб (2021) |
| ------------------ | ---------------------- | ---------------------- | ---------------------- | ---------------------- |
| Ащисай, село       | 3416                   | 3761                   | 3526                   | 3434                   |
| Достик, село       | 2453                   | 2500                   | 3091                   | 3339                   |
| Каратурик, село    | 2550                   | 2708                   | 3565                   | 3755                   |
| Лавар, село        | 367                    | 400                    | 450                    | 408                    |
| Арна, село         | -                      | 278                    | 209                    | 204                    |
| Таукаратурик, село | 1730                   | 1636                   | 1844                   | 1629                   |
| --Бугути, село     | -                      | -                      | -                      | 7                      |
| --Бурандасу, село  | 540                    | -                      | 7                      | 7                      |
| --Сарибулак, село  | -                      | -                      | 1                      | 5                      |